# Lâm Ấp, Đức Châu
Lâm Ấp (tiếng Trung: 临邑县, Hán Việt: Lâm Ấp huyện) là một huyện thuộc địa cấp thị Đức Châu, tỉnh Sơn Đông, Cộng hòa Nhân dân Trung Hoa. Huyện này có diện tích 1016 km2, dân số năm 2001 là 510.000 người (2001). Huyện Lâm Ấp được chia thành các đơn vị hành chính gồm 7 trấn và 3 hương.

## Khí hậu
| Dữ liệu khí hậu của Lâm Ấp, elevation 19 m (62 ft), (1991–2020 normals, extremes 1981–2010) | Dữ liệu khí hậu của Lâm Ấp, elevation 19 m (62 ft), (1991–2020 normals, extremes 1981–2010) | Dữ liệu khí hậu của Lâm Ấp, elevation 19 m (62 ft), (1991–2020 normals, extremes 1981–2010) | Dữ liệu khí hậu của Lâm Ấp, elevation 19 m (62 ft), (1991–2020 normals, extremes 1981–2010) | Dữ liệu khí hậu của Lâm Ấp, elevation 19 m (62 ft), (1991–2020 normals, extremes 1981–2010) | Dữ liệu khí hậu của Lâm Ấp, elevation 19 m (62 ft), (1991–2020 normals, extremes 1981–2010) | Dữ liệu khí hậu của Lâm Ấp, elevation 19 m (62 ft), (1991–2020 normals, extremes 1981–2010) | Dữ liệu khí hậu của Lâm Ấp, elevation 19 m (62 ft), (1991–2020 normals, extremes 1981–2010) | Dữ liệu khí hậu của Lâm Ấp, elevation 19 m (62 ft), (1991–2020 normals, extremes 1981–2010) | Dữ liệu khí hậu của Lâm Ấp, elevation 19 m (62 ft), (1991–2020 normals, extremes 1981–2010) | Dữ liệu khí hậu của Lâm Ấp, elevation 19 m (62 ft), (1991–2020 normals, extremes 1981–2010) | Dữ liệu khí hậu của Lâm Ấp, elevation 19 m (62 ft), (1991–2020 normals, extremes 1981–2010) | Dữ liệu khí hậu của Lâm Ấp, elevation 19 m (62 ft), (1991–2020 normals, extremes 1981–2010) | Dữ liệu khí hậu của Lâm Ấp, elevation 19 m (62 ft), (1991–2020 normals, extremes 1981–2010) |
| Tháng                                                                                       | 1                                                                                           | 2                                                                                           | 3                                                                                           | 4                                                                                           | 5                                                                                           | 6                                                                                           | 7                                                                                           | 8                                                                                           | 9                                                                                           | 10                                                                                          | 11                                                                                          | 12                                                                                          | Năm                                                                                         |
| ------------------------------------------------------------------------------------------- | ------------------------------------------------------------------------------------------- | ------------------------------------------------------------------------------------------- | ------------------------------------------------------------------------------------------- | ------------------------------------------------------------------------------------------- | ------------------------------------------------------------------------------------------- | ------------------------------------------------------------------------------------------- | ------------------------------------------------------------------------------------------- | ------------------------------------------------------------------------------------------- | ------------------------------------------------------------------------------------------- | ------------------------------------------------------------------------------------------- | ------------------------------------------------------------------------------------------- | ------------------------------------------------------------------------------------------- | ------------------------------------------------------------------------------------------- |
| Cao kỉ lục °C (°F)                                                                          | 17.2 (63.0)                                                                                 | 22.5 (72.5)                                                                                 | 29.0 (84.2)                                                                                 | 32.1 (89.8)                                                                                 | 39.3 (102.7)                                                                                | 41.1 (106.0)                                                                                | 41.3 (106.3)                                                                                | 36.5 (97.7)                                                                                 | 36.2 (97.2)                                                                                 | 31.2 (88.2)                                                                                 | 25.8 (78.4)                                                                                 | 16.8 (62.2)                                                                                 | 41.3 (106.3)                                                                                |
| Trung bình ngày tối đa °C (°F)                                                              | 3.5 (38.3)                                                                                  | 7.5 (45.5)                                                                                  | 14.1 (57.4)                                                                                 | 20.9 (69.6)                                                                                 | 26.6 (79.9)                                                                                 | 31.6 (88.9)                                                                                 | 32.1 (89.8)                                                                                 | 30.3 (86.5)                                                                                 | 27.0 (80.6)                                                                                 | 20.9 (69.6)                                                                                 | 12.2 (54.0)                                                                                 | 5.1 (41.2)                                                                                  | 19.3 (66.8)                                                                                 |
| Trung bình ngày °C (°F)                                                                     | −1.9 (28.6)                                                                                 | 1.6 (34.9)                                                                                  | 8.0 (46.4)                                                                                  | 14.8 (58.6)                                                                                 | 20.7 (69.3)                                                                                 | 25.7 (78.3)                                                                                 | 27.3 (81.1)                                                                                 | 25.7 (78.3)                                                                                 | 21.1 (70.0)                                                                                 | 14.7 (58.5)                                                                                 | 6.6 (43.9)                                                                                  | 0.0 (32.0)                                                                                  | 13.7 (56.7)                                                                                 |
| Tối thiểu trung bình ngày °C (°F)                                                           | −6.0 (21.2)                                                                                 | −3.0 (26.6)                                                                                 | 2.8 (37.0)                                                                                  | 9.2 (48.6)                                                                                  | 15.0 (59.0)                                                                                 | 20.2 (68.4)                                                                                 | 23.1 (73.6)                                                                                 | 21.9 (71.4)                                                                                 | 16.4 (61.5)                                                                                 | 9.6 (49.3)                                                                                  | 2.1 (35.8)                                                                                  | −4.0 (24.8)                                                                                 | 8.9 (48.1)                                                                                  |
| Thấp kỉ lục °C (°F)                                                                         | −19.9 (−3.8)                                                                                | −15.2 (4.6)                                                                                 | −8.5 (16.7)                                                                                 | −1.2 (29.8)                                                                                 | 5.0 (41.0)                                                                                  | 10.9 (51.6)                                                                                 | 16.3 (61.3)                                                                                 | 12.7 (54.9)                                                                                 | 5.9 (42.6)                                                                                  | −2.8 (27.0)                                                                                 | −14.1 (6.6)                                                                                 | −19.5 (−3.1)                                                                                | −19.9 (−3.8)                                                                                |
| Lượng Giáng thủy trung bình mm (inches)                                                     | 3.5 (0.14)                                                                                  | 9.0 (0.35)                                                                                  | 8.0 (0.31)                                                                                  | 26.8 (1.06)                                                                                 | 44.6 (1.76)                                                                                 | 74.8 (2.94)                                                                                 | 160.7 (6.33)                                                                                | 153.8 (6.06)                                                                                | 41.9 (1.65)                                                                                 | 31.8 (1.25)                                                                                 | 17.8 (0.70)                                                                                 | 3.9 (0.15)                                                                                  | 576.6 (22.7)                                                                                |
| Số ngày giáng thủy trung bình (≥ 0.1 mm)                                                    | 1.9                                                                                         | 2.8                                                                                         | 2.8                                                                                         | 4.9                                                                                         | 6.2                                                                                         | 7.5                                                                                         | 11.1                                                                                        | 9.7                                                                                         | 6.0                                                                                         | 5.0                                                                                         | 4.1                                                                                         | 2.4                                                                                         | 64.4                                                                                        |
| Số ngày tuyết rơi trung bình                                                                | 2.8                                                                                         | 3.0                                                                                         | 1.1                                                                                         | 0.2                                                                                         | 0                                                                                           | 0                                                                                           | 0                                                                                           | 0                                                                                           | 0                                                                                           | 0                                                                                           | 1.0                                                                                         | 2.1                                                                                         | 10.2                                                                                        |
| Độ ẩm tương đối trung bình (%)                                                              | 60                                                                                          | 56                                                                                          | 52                                                                                          | 57                                                                                          | 61                                                                                          | 60                                                                                          | 75                                                                                          | 81                                                                                          | 73                                                                                          | 66                                                                                          | 66                                                                                          | 63                                                                                          | 64                                                                                          |
| Số giờ nắng trung bình tháng                                                                | 167.7                                                                                       | 170.9                                                                                       | 224.6                                                                                       | 243.2                                                                                       | 274.0                                                                                       | 245.0                                                                                       | 211.8                                                                                       | 209.1                                                                                       | 210.1                                                                                       | 203.0                                                                                       | 167.9                                                                                       | 165.3                                                                                       | 2.492,6                                                                                     |
| Phần trăm nắng có thể                                                                       | 54                                                                                          | 55                                                                                          | 60                                                                                          | 61                                                                                          | 62                                                                                          | 56                                                                                          | 48                                                                                          | 50                                                                                          | 57                                                                                          | 59                                                                                          | 56                                                                                          | 56                                                                                          | 56                                                                                          |
| Nguồn: China Meteorological Administration                                                  |                                                                                             |                                                                                             |                                                                                             |                                                                                             |                                                                                             |                                                                                             |                                                                                             |                                                                                             |                                                                                             |                                                                                             |                                                                                             |                                                                                             |                                                                                             |